# Nicolas Régnier (peintre)
Pour les articles homonymes, voir Nicolas Régnier et Régnier.

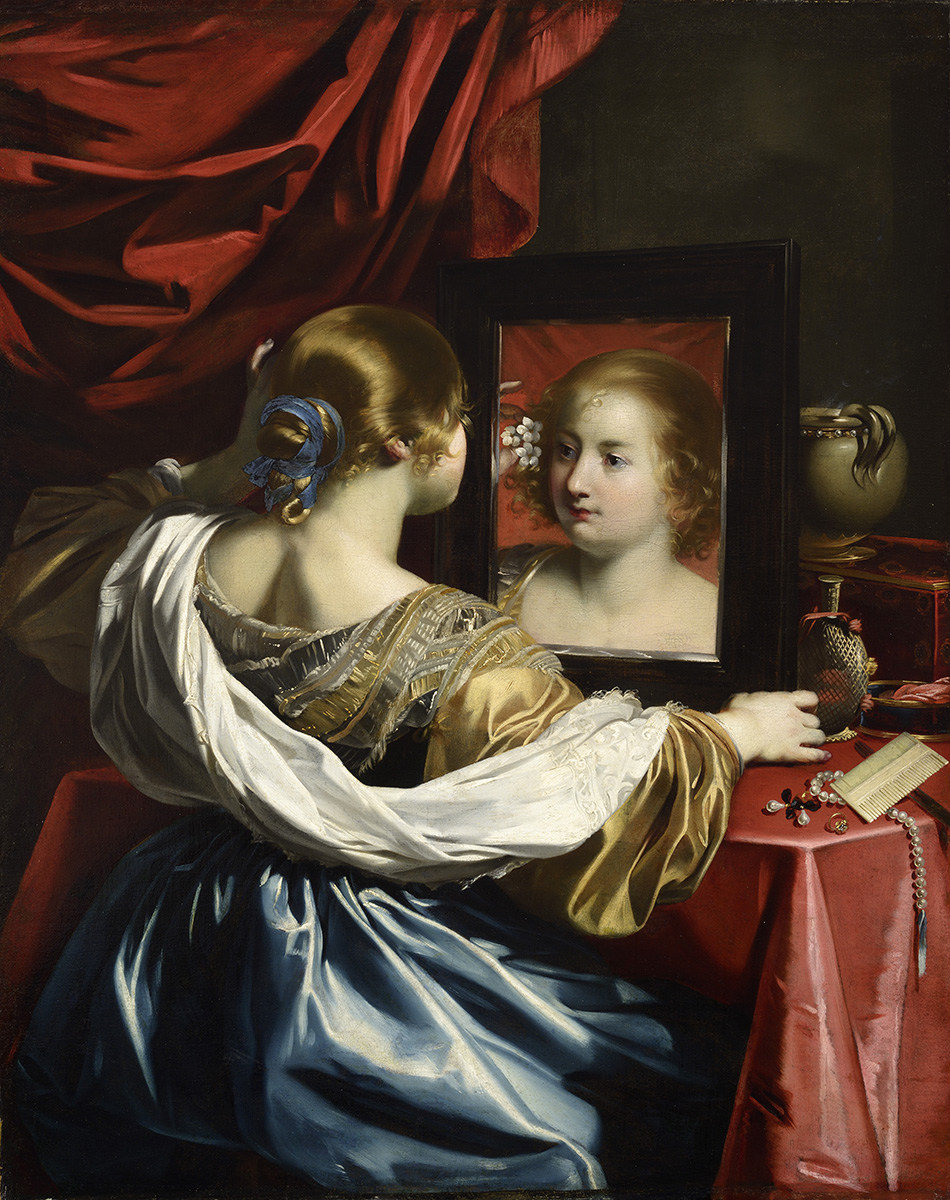
Jeune femme à sa toilette (1626), musée des beaux-arts de Lyon).

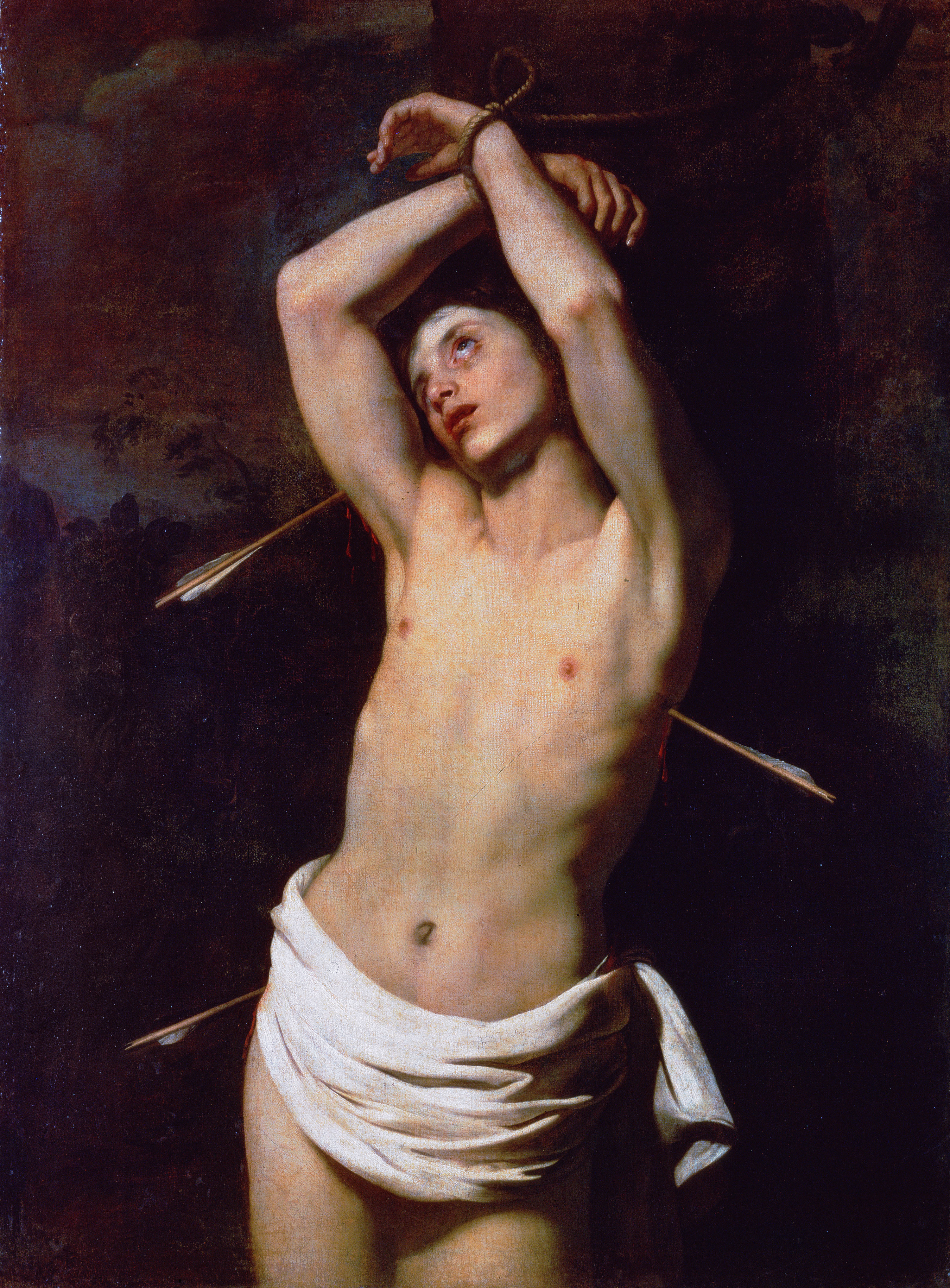
Saint Sébastien (vers 1620), Saint-Pétersbourg, musée de l'Ermitage.

Nicolas Régnier, dit Regnier ou encore Niccolò Renieri, né vers 1588 à Maubeuge et mort en 1667 à Venise, est un peintre baroque influencé par le caravagisme qui a peint une grande partie de son œuvre en Italie, d'abord à Rome puis surtout à Venise. Son lieu et son époque de naissance font de lui un homme à double culture, des "peintres du nord" (et non pas "flamande") et française. Peintre apprécié, il devient aussi collectionneur et entrepreneur à succès et construit une vaste fortune.

## Biographie

### Formation

Dormeur réveillé par une jeune fille tenant une mèche (date inconnue), Stockholm, Nationalmuseum.

Régnier naît à Maubeuge (Comté du Hainaut) vers 1588, dans une famille francophone; il a pour demi-frère Michel Desoubleay alias Michele Desubleo, lui aussi futur peintre. Étant né dans les Pays-Bas espagnols, il est hennuyer, ou hannuyer par son lieu de naissance (c'est-à-dire né dans le comté de Hainaut, sujet du roi d'Espagne, car la région ne deviendra française qu'en 1678), et donc de culture française : il reste toute sa vie l'homme d'une double culture.
Dès 1601, il se rend à Anvers (Duché de Brabant, et non Flandres), auprès d'Abraham Janssens, qui l'initie déjà au nouveau naturalisme italien.

### Période romaine
Il se rend à Rome vers 1615, où il suit alors l'enseignement de Bartolomeo Manfredi et entre sous son influence dans le cercle caravagesque, auprès de Valentin de Boulogne, Claude Vignon ou encore Nicolas Tournier. Il s'emploie d'abord à imiter fidèlement son maître. Sa lecture de la peinture de Manfredi est brillante et sensuelle, s'attachant à rendre la richesse des parures et tenues dans les portraits qu'il réalise.
Il gravit peu à peu les échelons de l'Académie de Saint-Luc, et devient le protégé du marquis de Giustiniani. Il rencontre également Simon Vouet, lui aussi versé dans le caravagisme, qui influence l'œuvre de Régnier et lui permet d'élaborer une peinture plus précieuse (La Diseuse de Bonne Aventure, musée du Louvre), et davantage tournée vers un classicisme d'emprunt, que Régnier trouve également dans l'œuvre de Guido Reni.

### Période vénitienne
Pour des raisons encore inconnues, il quitte Rome vers 1625 et se rend à Venise, où il ajoute à ses activités de peintre celles de marchand d'art et de collectionneur. Sans pour autant cesser sa production, dont la période vénitienne sera la plus prolifique, son talent semble alors essouffler, et, sous l'influence de la peinture émilienne, arbore un caravagisme plus doux, dans des tableaux historiques et mythologiques, ainsi que dans des commandes religieuses et des portraits. Sa palette s'adoucit, tout en conservant une grande variété de tons ; la touche rapide est également typique de cette influence vénitienne. Les toiles de Régnier sont alors empreintes d'une certaine emphase décorative et gestuelle, peuplées de jeunes filles éplorées, somptueusement vêtues.

### Famille
Nicolas Régnier a quatre filles, Angelica, Anna, Clorinda et Lucrezia, toutes artistes peintre et élèves de leur père. Clorinda épouse le peintre italien Pietro della Vecchia et Lucrezia Daniel van den Dyck.

## Liste non exhaustive des collections publiques
Allemagne
- Dresde, Gemäldegalerie Alte Meister : Saint Sébastien.

États-Unis
- Cambridge (Massachusetts), Fogg Art Museum : Autoportrait au chevalet, 1623-1624.

France
- Musée des beaux-arts de Bordeaux : Renaud et Armide, vers 1620 ;
- Musée des beaux-arts de Dijon : David et la tête de Goliath, 1625 ;
- Dijon, musée Magnin : Tête de jeune homme, vers 1626 ;
- Musée de Grenoble : Portrait d'homme à la guitare, 1626-1627 ;
- Palais des beaux-arts de Lille : Soldats jouant aux dés la tunique du Christ ;
- Musée des beaux-arts de Lyon : Jeune femme à sa toilette ou Vanité, vers 1626 ;
- Paris, musée du Louvre : La Diseuse de bonne aventure, vers 1626, 127 × 150 cm[8]
- Musée des beaux-arts de Rouen : Saint Sébastien soigné par Irène, 1626, huile sur toile.

Grande-Bretagne
- Birmingham Museum and Art Gallery :
  - Portrait d'Antonio Canal (attribution), 1647 ;
  - Madeleine pénitente (attribution), vers 1650 ;
- Kingston-upon-Hull, Ferens Art Gallery (en) : Saint Sébastien soigné par Irène, vers 1620.

Hongrie
- Musée des beaux-arts de Budapest : Les Joueurs de cartes, vers 1620-1622.

Italie
- Florence, Musée des Offices : 

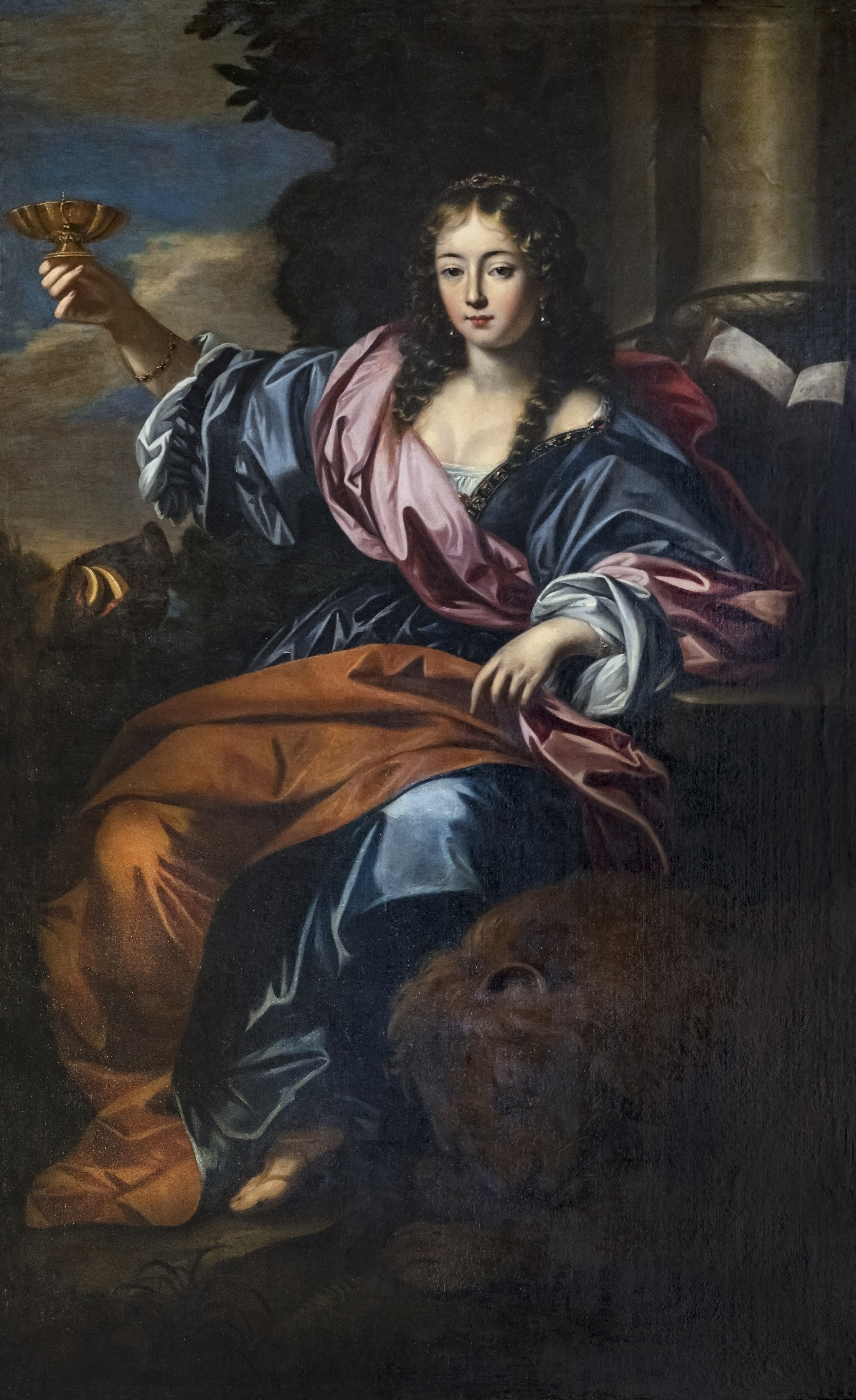
Allégorie de la force Ca' Rezzonico Venise

  - Le Jeu de la devinette, vers 1620-1625 ;
  - Joueurs de dés et diseuse de bonne aventure,1624-1626, huile sur toile, 172 × 232 cm[9]
- Rome, Palais Spada : David et la tête de Goliath, vers 1624-1625, Inventaire N°176. Également attribué à Bartolomeo Manfredi
- Rome, Chiesa di San Giovanni Battista dei Genovesi (Église Saint Jean-Baptiste des Génois): Il battesimo di Cristo (Le baptême du Christ), tableau d'autel ("pala d'altare") du grand autel, 1627 ? Attribution récente non discutée de Claudio Striniani (La Fondazione Federico Zeri date entre 1620 et 1625 et maintien comme première attribution Tommasso Salini et en seconde Régnier)
- Modène, galleria Estense : Soldat levant une coupe[5] ;
- Venise
  - Allégorie de la force Salle Lazzarini de la Ca' Rezzonico
  - au Palais des Dogesau Musée naval, à la Scuola di San Marco, aux églises san Canciano, san Luca et san Thérèse.

Lettonie
- Riga, Musée de la Bourse de Riga, Le Cercle des musiciens, huile sur toile, XVIIe siècle.

Russie
- Saint-Pétersbourg, musée de l'Ermitage :
  - Saint Jean-Baptiste, vers 1615-1620 ;
  - Saint Sébastien, vers 1620.

Suisse
- Musée d'art et d'histoire de Genève : Joueurs de cartes et Diseuse de bonne aventure.

Œuvres de Nicolas Régnier
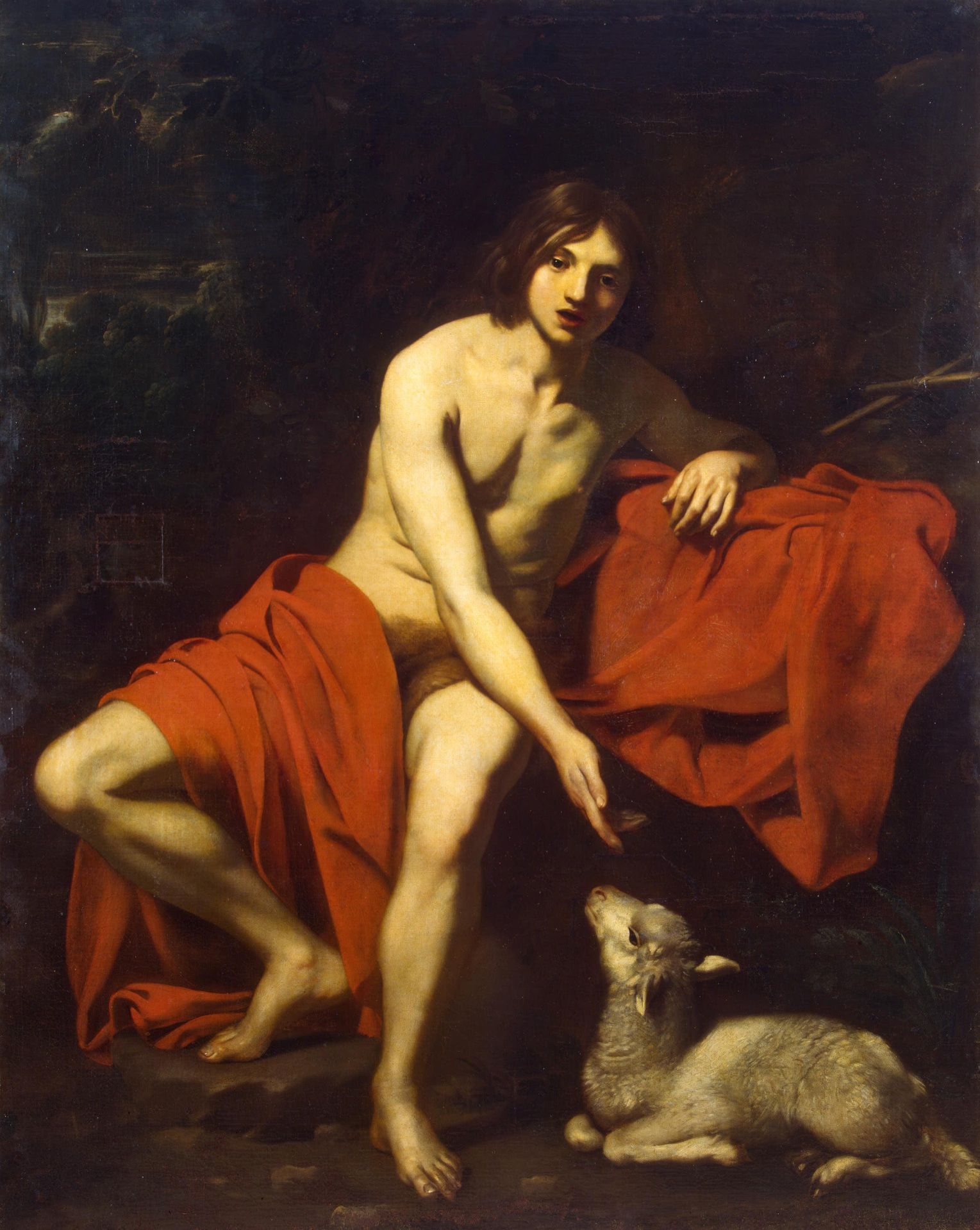
Saint Jean-Baptiste (vers 1515-1520), Saint-Pétersbourg, musée de l'Ermitage.
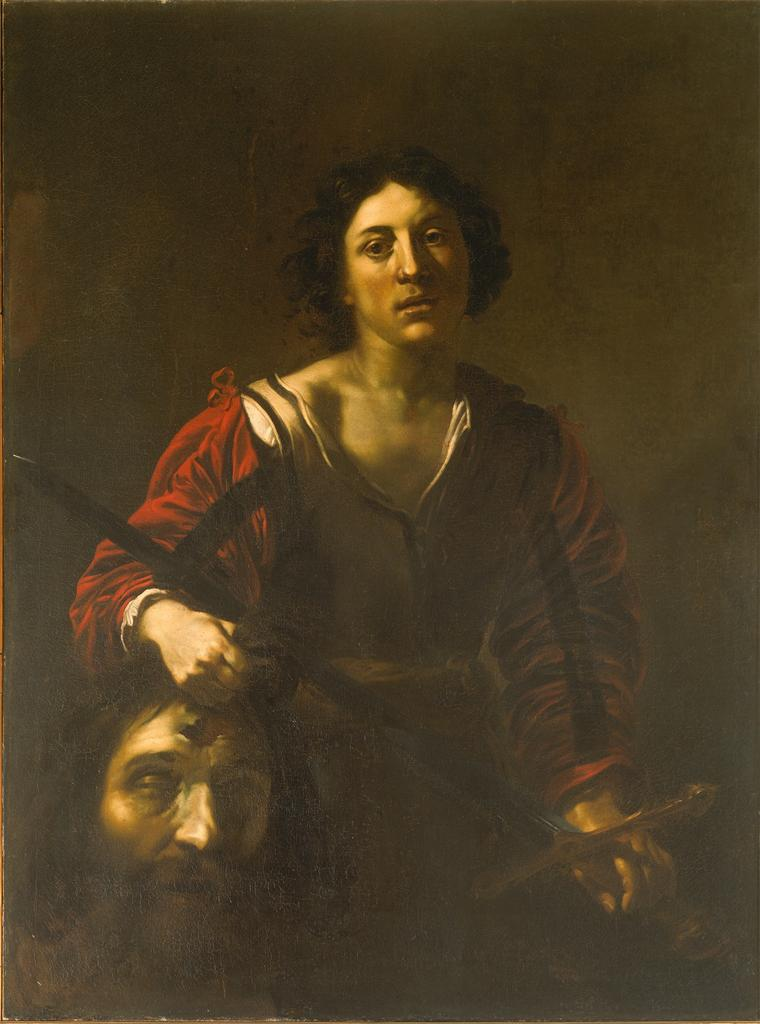
David et la tête de Goliath (vers 1515-1520), Rome, Palais Spada.
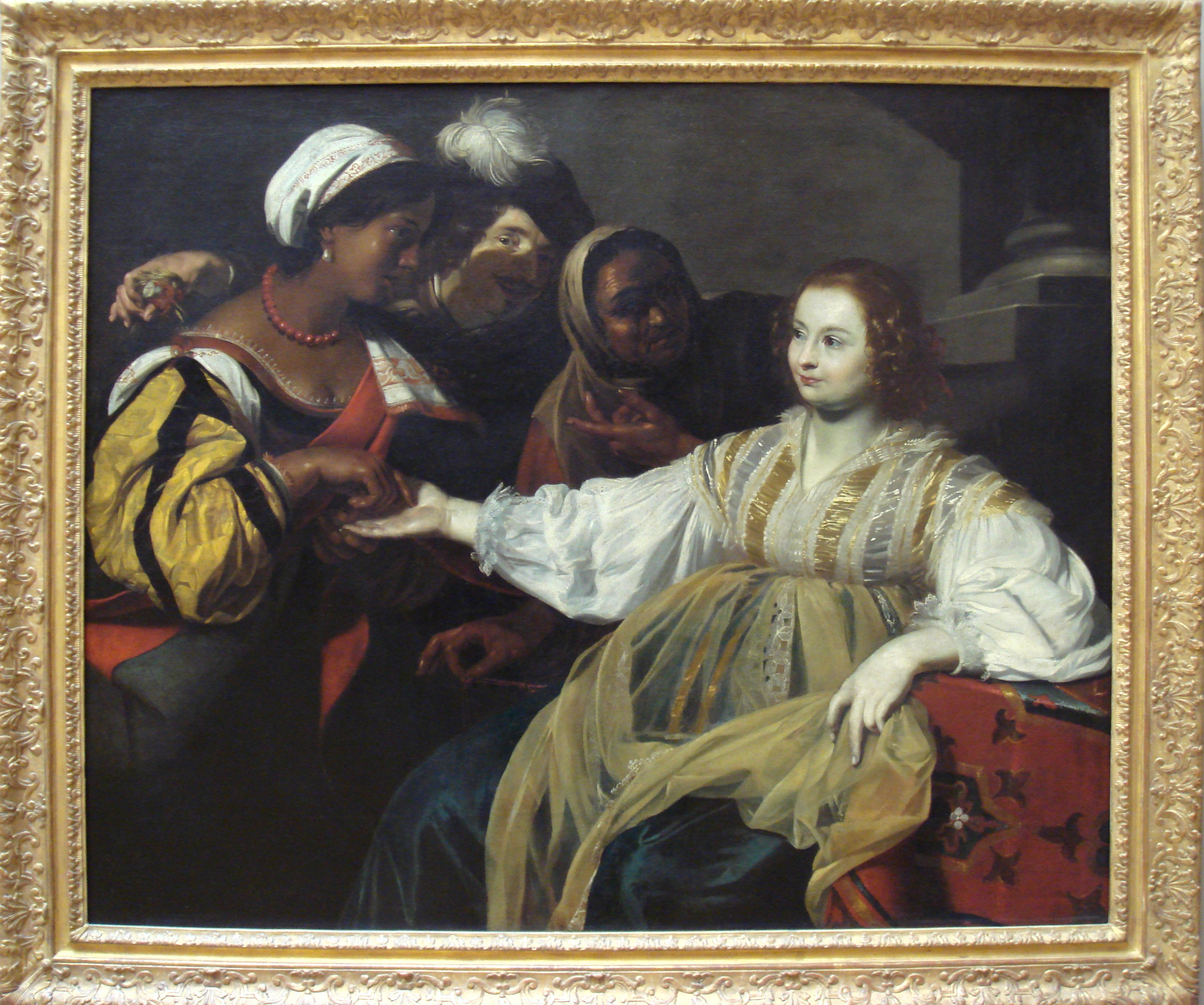
La Diseuse de bonne aventure (vers 1625), Paris, musée du Louvre.
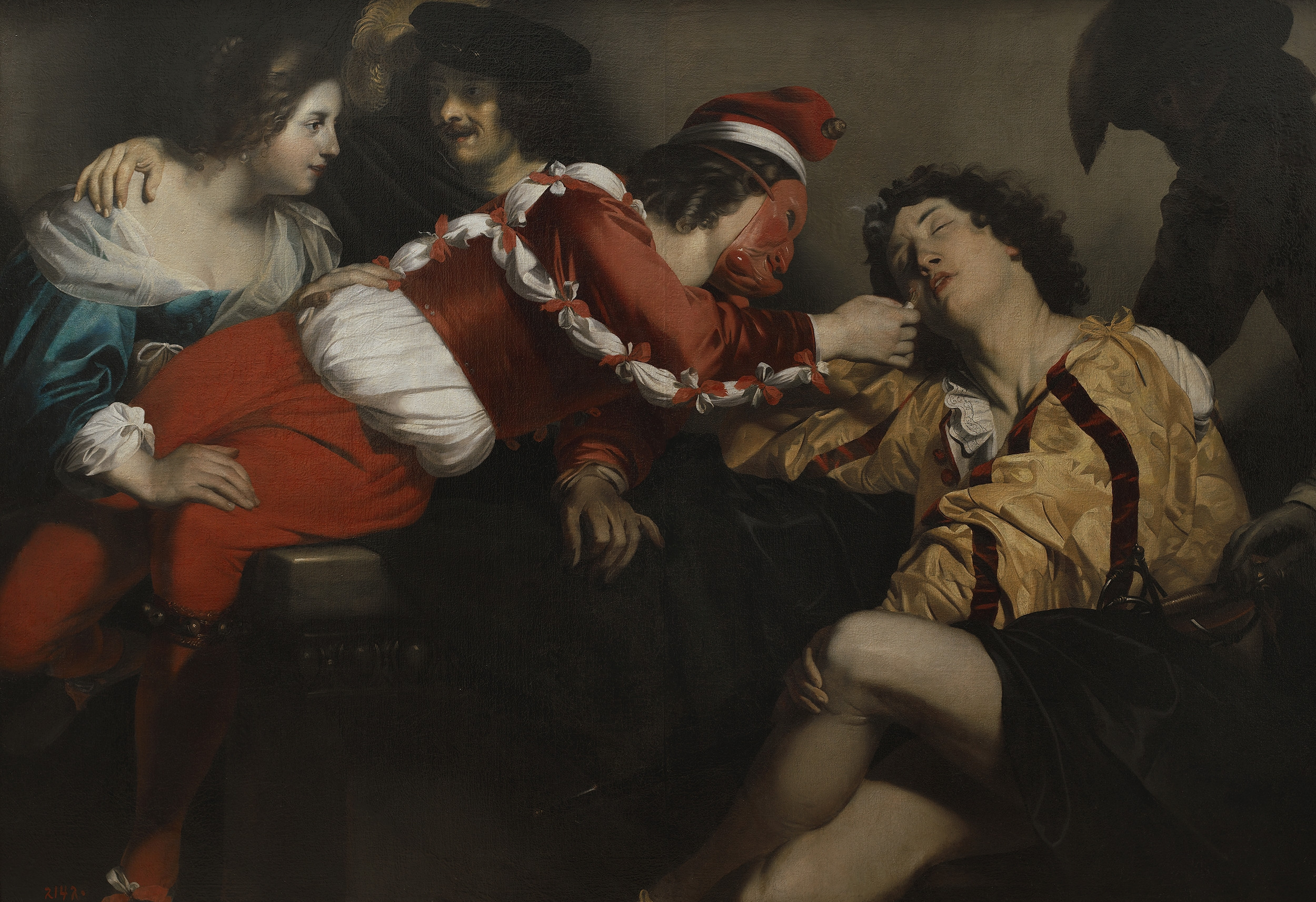
Scène de carnaval (1630), musée du Palais de Wilanow (dépôt du musée national de Varsovie).
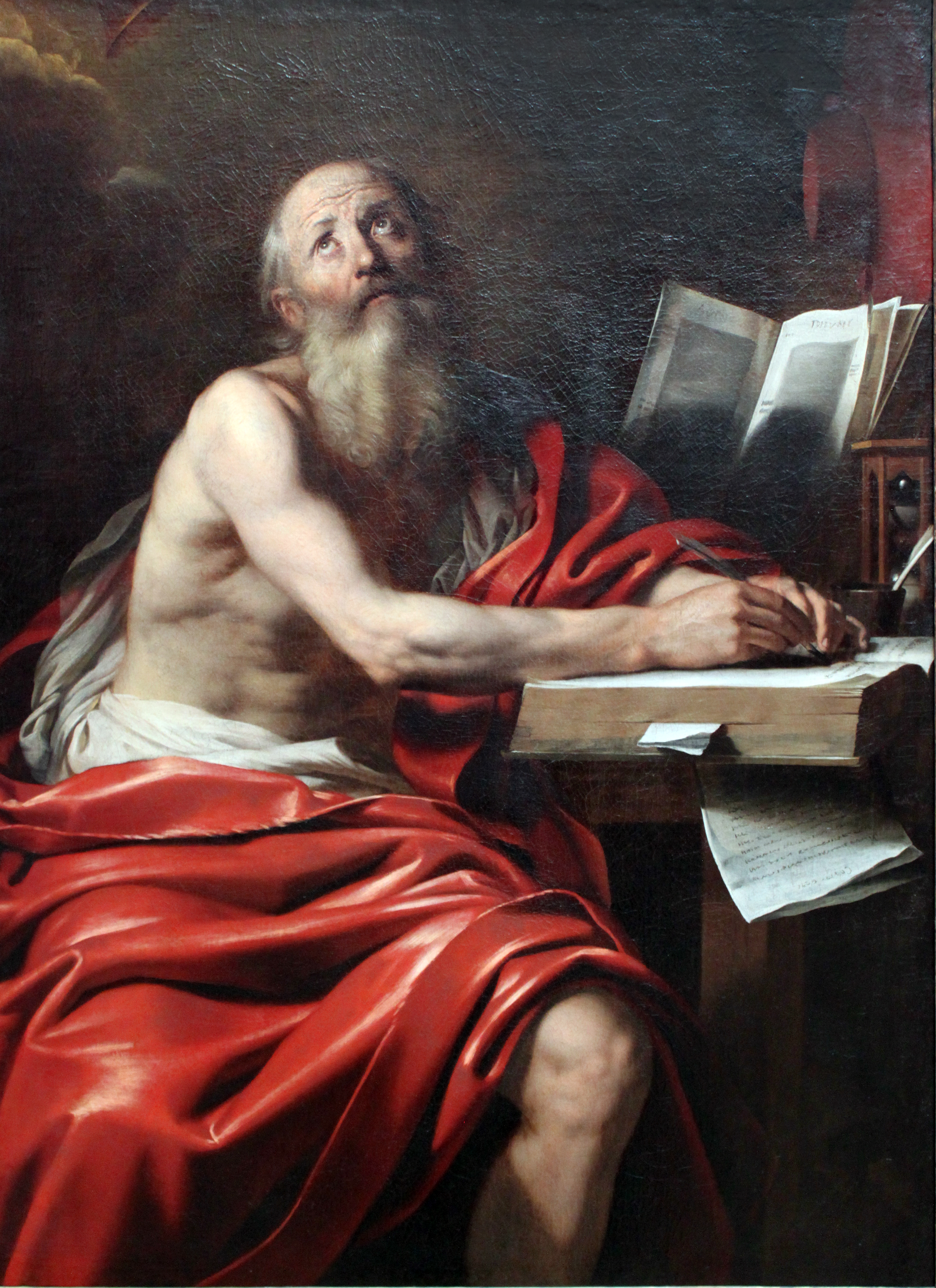
Saint Jérôme (1633), Berlin, Gemäldegalerie.
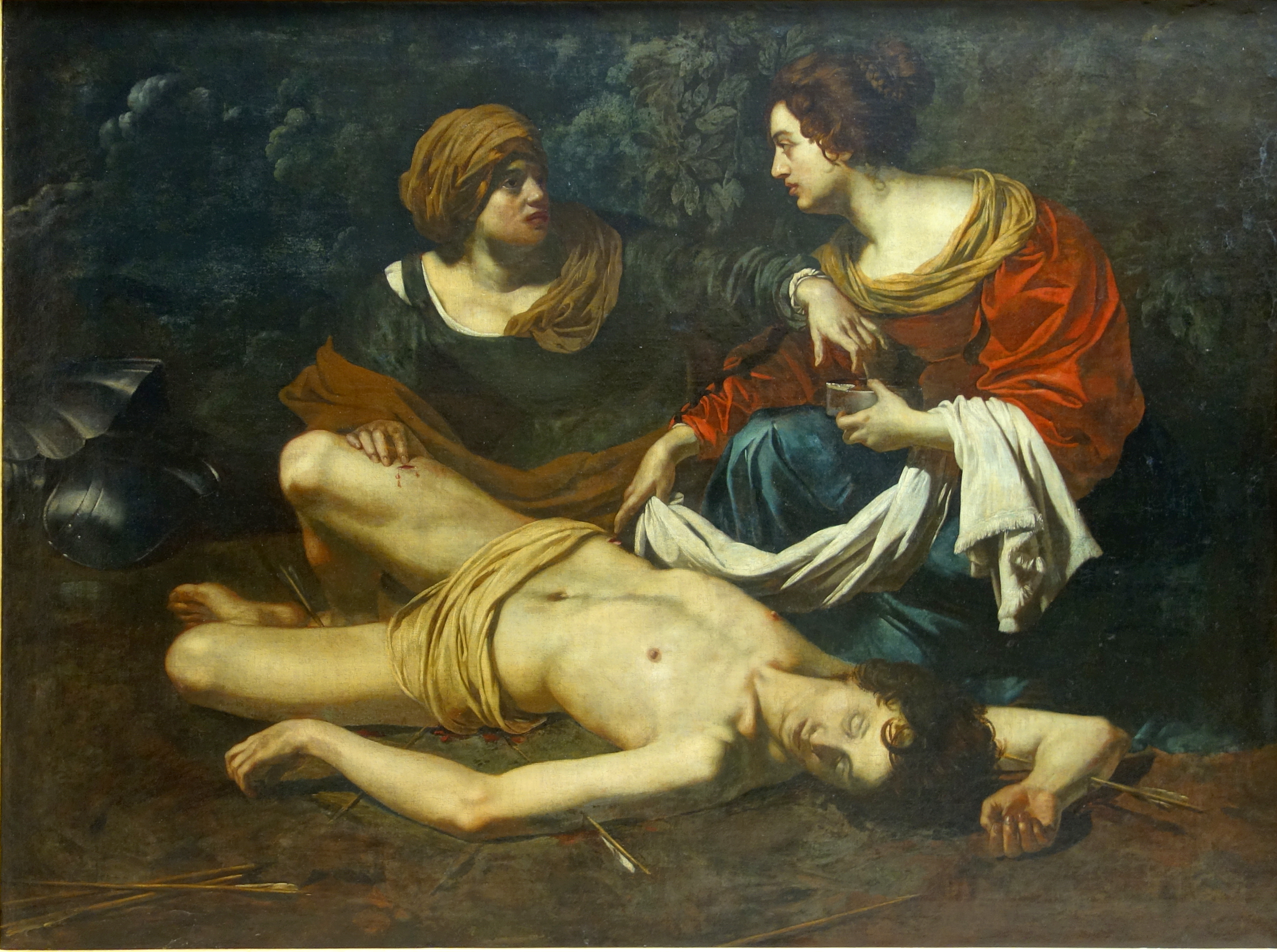
Saint Sébastien soigné par Irène, musée des beaux-arts de Rouen.

## Expositions
La première exposition monographique de Régnier a lieu au musée d'arts de Nantes du 20 décembre 2017 au 11 mars 2018.